# Robert Steiner (Fußballspieler)
Robert Steiner (* 20. Juni 1973 in Finspång, Östergötlands län) ist ein ehemaliger schwedischer Fußballspieler. Der Stürmer, der 1997 in der schwedischen Nationalmannschaft debütierte, bestritt einen Großteil seiner Karriere in England.

## Werdegang
Steiner begann seine Karriere bei IFK Norrköping. Beim in der Allsvenskan antretenden Traditionsverein etablierte sich der Stürmer im Laufe der Zeit in der Stammformation und gehörte in der Spielzeit 1996 mit zwölf Saisontoren zu den besten Torschützen der Liga. Damit weckte er das Interesse im Ausland und ab Oktober des Jahres lieh ihn der englische Klub Bradford City, der auch seinen Landsmann Magnus Pehrsson und den Norweger Ole Bjørn Sundgot unter Vertrag nahm, in die zweitklassige First Division aus. Zudem rückte er in den Fokus von Nationaltrainer Tommy Svensson und wurde im Frühjahr 1997 für den Kader der Nationalmannschaft beim King’s Cup nominiert. Beim 2:0-Erfolg über Rumänien am 8. Februar durch Tore von Andreas Andersson und Jozo Matovac kam er als Einwechselspieler für Joakim Persson zu seinem ersten Länderspieleinsatz. Im Turnierverlauf bestritt er insgesamt drei Spiele, wobei er im Finalspiel – bei seinem letzten Länderspieleinsatz – das abschließende 3:1 erzielte, das den Turniersieg bedeutete.
In England konnte Steiner die Verantwortlichem um Trainer Chris Kamara von seinen Qualitäten überzeugen. Nachdem er nach Ablauf seiner Leihfrist im Februar 1997 zunächst nach Schweden zurückgekehrt war, nahm ihn der Klub im Sommer des Jahres fest unter Vertrag. In der Spielzeit 1997/98 konnte er das in ihn gesetzte Vertrauen umsetzen und erzielte zehn Tore. Damit gehörte er zusammen mit Edinho, dem elf Tore gelangen, und dem achtfachen Torschützen Robert Blake zu den Garanten für den Klassenerhalt. Im Abstiegskampf hatte jedoch der Verein Paul Jewell an Stelle von Kamara als Trainer installiert. Unter dessen Leitung kam er zu Beginn der folgenden Spielzeit nicht mehr zum Einsatz und wurde ab November bis zum Jahresende an den Ligarivalen Queens Park Rangers verliehen. Auch beim Londoner Klub gehörte er nicht zum Stammpersonal und kam lediglich als Einwechselspieler zum Einsatz. 
Nach Steiners Rückkehr zu Bradford City setzte ihn Jewell weiterhin nicht ein, so dass er im März zunächst auf Leihbasis für einen Monat erneut bei den Queens Park Rangers auflief, ehe er ab April auf Leihbasis an den FC Walsall abgegeben wurde. In der Second Division trug er mit drei Toren bis zum Saisonende zum Erreichen eines Aufstiegsplatzes bei. Daraufhin nahmen ihn im Sommer 1999 die Queens Park Rangers für eine Ablösesumme von 215.000 £ unter Vertrag. Beim Londoner Klub etablierte er sich als Stammspieler, ehe er wegen einer Knieverletzung ab Mitte Januar 2000 ausfiel. Im November des Jahres erklärte er aufgrund dieser Verletzung sein Karriereende.